# Stone Town
Stone Town (englisch; arabisch المدينة الحجرية, DMG al-Madīna al-Ḥaǧariyya, deutsch „Steinstadt“ oder „Steinerne Stadt“, Swahili Mji Mkongwe, „Altstadt“) ist der älteste Stadtteil von Sansibar, der Hauptstadt des tansanischen Teilstaates Sansibar. Der Name ist von überwiegend ab den 1830er Jahren aus hellem Korallenkalkstein errichteten, repräsentativen Gebäuden und Wohnhäusern abgeleitet. Ab 1840 befand sich in Stone Town die Residenz des Sultans von Oman. Um die Mitte des 19. Jahrhunderts war Sansibar der weltgrößte Produzent von Gewürznelken und die Stadt der größte Markt für den Sklavenhandel an der ostafrikanischen Küste.
Stone Town ist heute ein kleiner Teil von Sansibar, der sich von der Küste bis zur Benjamin Mkapa Road (vormals Creek Road) erstreckt. Östlich dieser Straße schließt sich die weit größere Neustadt an, die Ng’ambo („die andere Seite [der Straße]“) genannt wird.
Fast alle Einwohner der Stadt sind Muslime. Die sansibarische Kultur ist stark beeinflusst durch arabische, indische und andere asiatische Einflüsse. Mit dem Kolonialismus wurden auch westliche Elemente in die Kultur aufgenommen.
Seit dem Jahr 2000 ist Stone Town eine UNESCO-Weltkulturerbestätte.

## Architektur

### Baustil
Die Gebäude sind vorwiegend aus Korallenstein und Mangrovenholz errichtet, mit Kalkmörtel und Kalkputz verarbeitet. Der Baustil spiegelt die unterschiedlichen kulturellen Einflüsse der Insel, ein Zusammenspiel von swahilischen, indischen, arabischen und europäischen Traditionen, wider.
Die zweistöckigen Häuser sind typischerweise um einen Hof gruppiert, der über einen schmalen Gang zu erreichen ist. Innen gibt es lange, schmale Räume, außen zieren das Haus detailreiche, geschnitzte Doppeltüren, genannt „Sansibar-Türen“; Einige verfügen über weite Veranden. Im Kontrast dazu stehen einfache, ebenerdige Swahili-Häuser und enge indische Fassaden, die sich in Geschäftsstraßen um einen Marktplatz, duka, gruppieren.
Die Hauptgebäude des Zentrums stammen aus dem 18. und 19. Jahrhundert. Die städtische Struktur zeigt enge, verwinkelte Gassen auf, die nicht von Autos passiert werden können. Typisch sind die erhöhten Gehsteige, baraza genannt, die vor Hochwasser schützen sollen und bei Trockenheit als Bänke genutzt werden. Von der Küste aus sind herrschaftliche Wohnsitze zu sehen, wie es für Seehandelshäfen typisch war.

### Gebäude

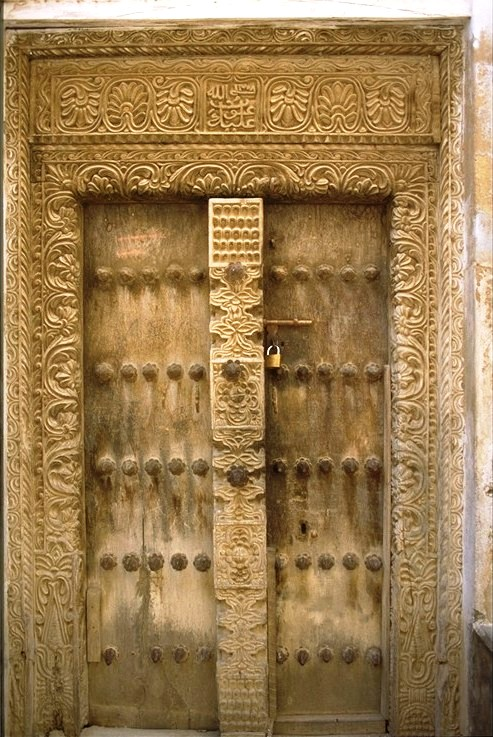
Historische Holztür

Herausragende Gebäude sind:

#### Beit-el-Ajaib (Palast der Wunder)
Im Jahr 1883 wurde dieses Gebäude an der Küste errichtet, als Zeremonien-Palast des damaligen Sultans Barghash. Es diente als Sitz der britischen und sansibarischen Regierung. Seinen Namen erhielt das Gebäude, weil es als erstes in Sansibar mit elektrischem Strom und fließendem Wasser versorgt wurde und einen Lift beinhaltete. Heute werden hier Ausstellungen über die Kultur von Sansibar und der Swahili gezeigt.

#### Old Dispensary (Alte Apotheke)
Die neoklassizistische stuckverzierte Fassade ist geschmückt von bemalten Glasfenstern und kunstvoll geschnitzten Balkonen und Balustraden. Früher als Armenkrankenhaus genutzt, war es bis 1964 Klinik und Apotheke. In den 1980er-Jahren restauriert beherbergt es seit 1997 ein Kulturzentrum.

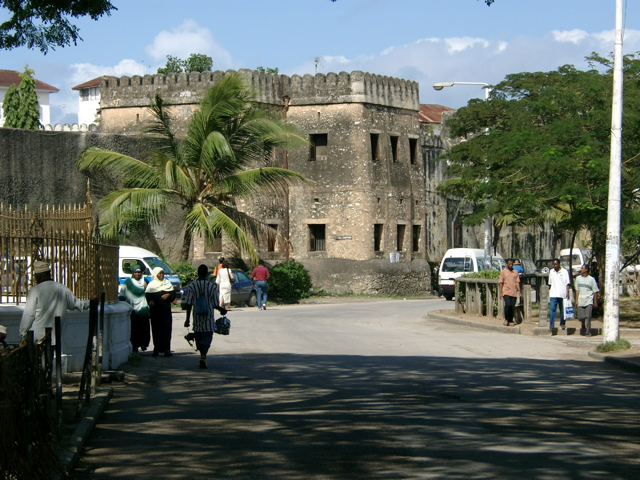
Alte Festung (2004)

#### Ngome Kongwe (Alte Festung)
Die Alte Festung ist ein omanisches Bollwerk aus dem 17. Jahrhundert, von 1698 bis 1701 erbaut. Die Festung wurde auf der Stätte einer ehemaligen portugiesischen Kirche errichtet. Im 19. Jahrhundert diente das Fort als Gefängnis, in dem auch Exekutionen stattfanden. Im Inneren liegt ein fast quadratischer Innenhof, der in britischer Zeit als blickgeschützter Tennisplatz für Damen genutzt wurde. Seit 1994 findet man dort ein Kulturzentrum, Geschäfte und eine Bühne, auf der künstlerische Darbietungen stattfinden.

#### Beit-el-Sahel (Palast des Sultans)
Das Gebäude stammt aus dem späten 19. Jahrhundert. Es diente von 1834 bis 1964 dem jeweils regierenden Sultan als Regierungssitz und Wohnhaus. Seit dem Sturz des letzten Sultans Jamshid im Jahre 1964 wurde der Palast von der Regierung als Verwaltungsgebäude genutzt. Die prächtigen Räume des Palastes sind mit Geschenken früherer Staatsoberhäupter aus vielen Ländern gefüllt. Er fungiert heute als Museum, in dem die Geschichte von Sansibars königlichen Familien, darunter Prinzessin Sayyida Salme, erzählt wird.

#### Anglikanische Kirche
Das Gotteshaus wurde von 1873 bis 1880 unter dem britischen Bischof Edward Steere erbaut. Es steht auf dem einstigen Zentrum des Sklavenhandels; der Altar befindet sich exakt an der Stelle, wo früher die Sklaven ausgepeitscht wurden. Ein Denkmal und ein Museum neben der Kirche erinnern an den damaligen Menschenhandel.

#### St. Joseph’s Cathedral
Die römisch-katholische Kirche wurde Ende des 19. Jahrhunderts von französischen Missionaren erbaut. Auffällig sind die beiden Glockentürme.

#### Weitere Stätten
- Haus des Sklavenhändlers Tippu-Tip
- Moschee Malindi Bamnara
- Königlicher Friedhof
- Hammāms und persische Bäder
- Darajani-Markt
- Forodhani-Garten
- Peace Memorial Museum
- Freddy Mercury Museum[5]

### Konservierung
Stone Town steht seit 1985 unter Schutz, durch den Town and Country Planning Act von 1955. Große Anstrengungen zur Konservierung leistet die Aga Khan Trust For Culture (Historic Cities Programme), die bereits die Alte Apotheke (Old Dispensary) und das Zollhaus (Old Customs House) sanierte. Zudem wurde in Zusammenarbeit mit der 1985 gegründeten Stone Town Conservation and Development Authority im Jahr 1994 ein umfassender Plan zur Erhaltung und Gestaltung der historischen Altstadt erstellt, der unter anderem die Neugestaltung des am Wasser gelegenen Forodhani Garden vorsieht. Viele Gebäude stehen auch unter dem Schutz anderer Institutionen wie dem Department of Housing and Human Settlement.
Stone Town grenzt an das Hafengebiet, von wo Schiffe zu den umliegenden Inseln und zum tansanischen Festland verkehren.

### Kriterien der UNESCO für die Ernennung zum Welterbe
Stone Town erfüllt drei der Kriterien für eine Anerkennung als UNESCO-Kulturerbestätte:
- Kriterium ii: Stone Town ist eine herausragende materielle Sichtbarwerdung einer harmonischen Verschmelzung von Kulturen.
- Kriterium iii: Der jahrhundertelange intensive Seehandel zwischen Asien und Afrika wird hier in einer herausragenden Art der Architektur und der städtischen Struktur veranschaulicht.
- Kriterium vi: Sansibar hat eine große symbolische Wichtigkeit für die Unterdrückung der Sklaverei, da es eines der Hauptzentren für den Sklavenhandel in Ostafrika war und zudem Gegner der Sklaverei, etwa David Livingstone, von hier aus Kampagnen geführt haben.

## Verkehr
Der Stadtverkehr wird durch Daladala-Linien bedient.
Ab dem Fährterminal von Stone Town bestehen Direktverbindungen nach Daressalam.